# Портрет Ивана Васильевича Сабанеева
«Портрет Ивана Васильевича Сабанеева» — картина Джорджа Доу и его мастерской из Военной галереи Зимнего дворца.
Картина представляет собой погрудный портрет генерал-лейтенанта Ивана Васильевича Сабанеева из состава Военной галереи Зимнего дворца.
К началу Отечественной войны 1812 года генерал-лейтенант Сабанеев был начальником Главного штаба Дунайской армии (затем преобразованной в 3-ю Западную армию), был в сражении на Березине. Во время Заграничных походов 1813 и 1814 годов был во множестве сражений, отличился при осаде Торна, в Кульмском бою, Битве народов под Лейпцигом и завершил поход участием во взятии Парижа. Во время кампании Ста дней командовал 27-й пехотной дивизией, блокировал Мец и действовал против пронаполеоновских отрядов в Вогезах.
Изображён в генеральском мундире, введённом для пехотных генералов 7 мая 1817 года. На шее крест ордена Св. Георгия 3-го класса; по борту мундира кресты австрийского ордена Леопольда 2-й степени и прусского ордена Красного орла 2-й степени; справа на груди серебряная медаль «В память Отечественной войны 1812 года» на Андреевской ленте, бронзовая дворянская медаль «В память Отечественной войны 1812 года» на Владимирской ленте и звёзды орденов Св. Александра Невского и Св. Владимира 1-й степени. Подпись на раме: В. И. Сабанѣевъ, Генералъ Лейтенантъ.
7 августа 1820 года Комитетом Главного штаба по аттестации Сабанеев был включён в список «генералов, заслуживающих быть написанными в галерею» и 4 сентября 1821 года император Александр I приказал написать его портрет. В это время Сабанеев командовал 6-м пехотным корпусом, расквартированным в западных губерниях Российской империи. Из Инспекторского департамента Военного министерства 28 сентября 1821 года ему было направлено письмо: «портрет его Высочайше повелено написать живописцу Дове, посему если изволит прибыть в Санкт-Петербург, то не оставить иметь с Дове свидание», на что 9 сентября 1822 года Сабанеев отвечал: «как я по обязанности моей отлучиться в Санкт-Петербург не могу, то и посылаю свой портрет, прося покорнейше сей Департамент о возвращении оного обратно, когда копия с него снята будет». Гонорар Доу был выплачен 25 апреля 1823 года и 21 июня 1827 года. Готовый портрет был принят в Эрмитаж 8 июля 1827 года.
Хранитель британской живописи в Эрмитаже Е. П. Ренне предполагает, что Доу в работе использовал гравюру Ф. Вендрамини, опубликованную в 1813 году (хотя на самой гравюре указана дата «октябрь 1816 года») . Существуют ещё две достаточно близких картине Доу гравюры, описанные Д. А. Ровинским. Первая из них, работы А. Флорова, датируется 1814 годом, один из сохранившихся отпечатков имеется в собрании Государственного исторического музея (бумага, гравюра резцом, 28,4 × 22,2 см, инвентарный № Инв.24-10164). Другой вариант, работы М. М. Иванова, не датирован, Ровинский считает, что он выполнен по гравюре Флорова, один из сохранившихся отпечатков имеется в собрании Государственного музея-заповедника М. Ю. Лермонтова в Пятигорске (бумага, гравюра резцом, 25 × 19 см).
А. А. Подмазо в своей книге о Военной галерее приводит репродукцию портрета Сабанеева работы П. Ф. Соколова из Русского музея в Санкт-Петербурге (карандаш, тонировка акварелью), однако не сопровождает её никакими объяснениями, каким образом этот портрет может быть связан с работой Доу. При визуальном сравнении эти портреты обнаруживают мало общего.
В 1840-е годы в мастерской И. П. Песоцкого по рисунку И. А. Клюквина с портрета была сделана литография, опубликованная в книге «Император Александр I и его сподвижники» и впоследствии неоднократно репродуцированная. В части тиража была использована другая литография, отличающаяся отсутствием подписи художника и мелкими деталями.

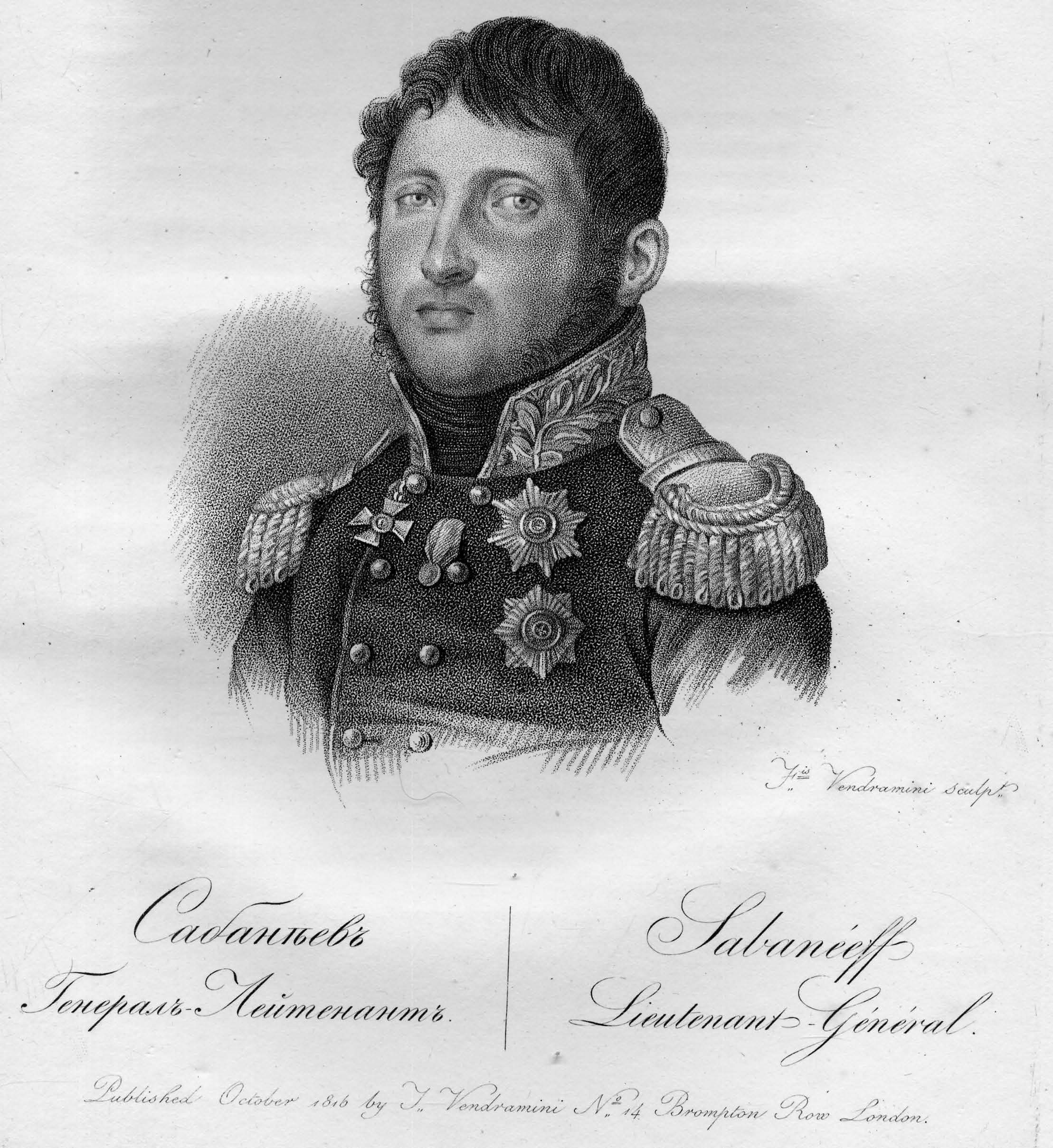
Гравюра Ф. Вендрамини
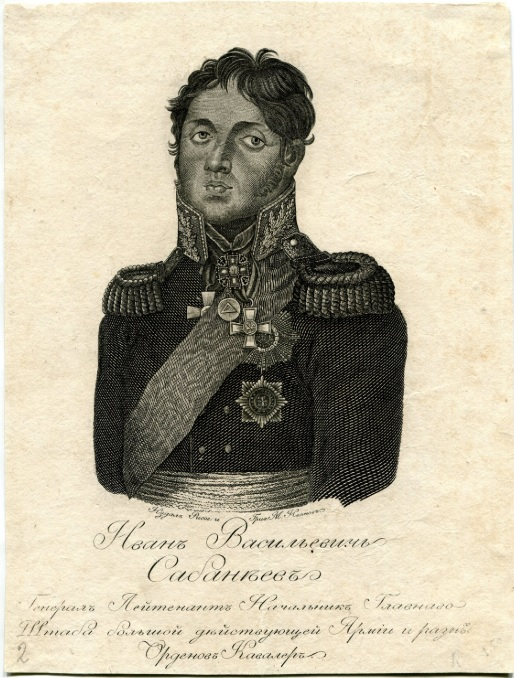
Гравюра М. М. Иванова
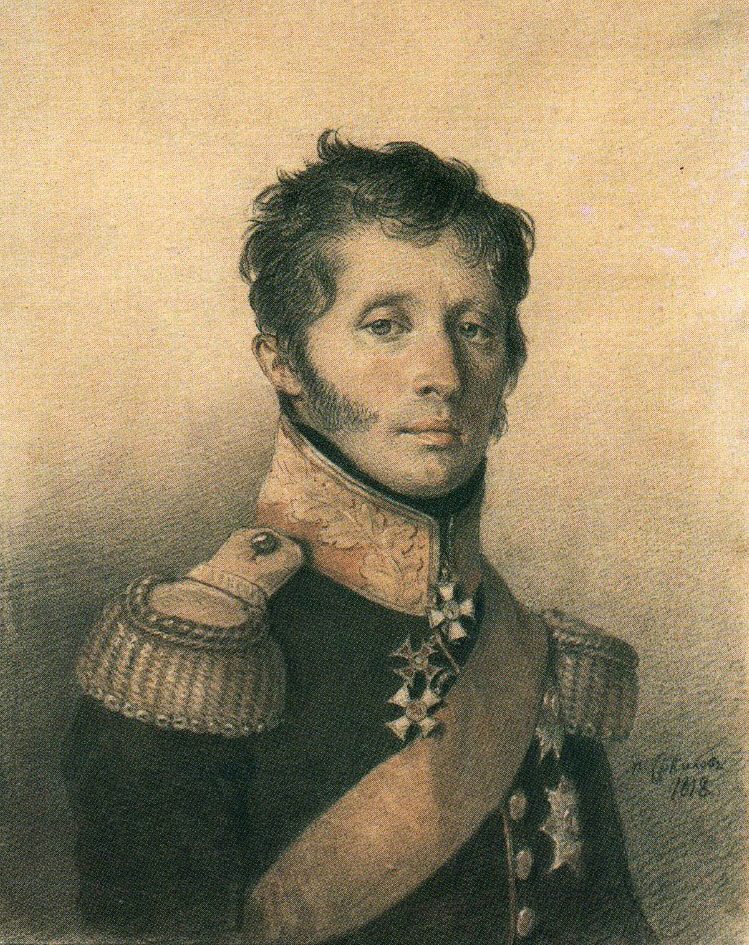
Рисунок П. Ф. Соколова